# José Figueroa Gómez

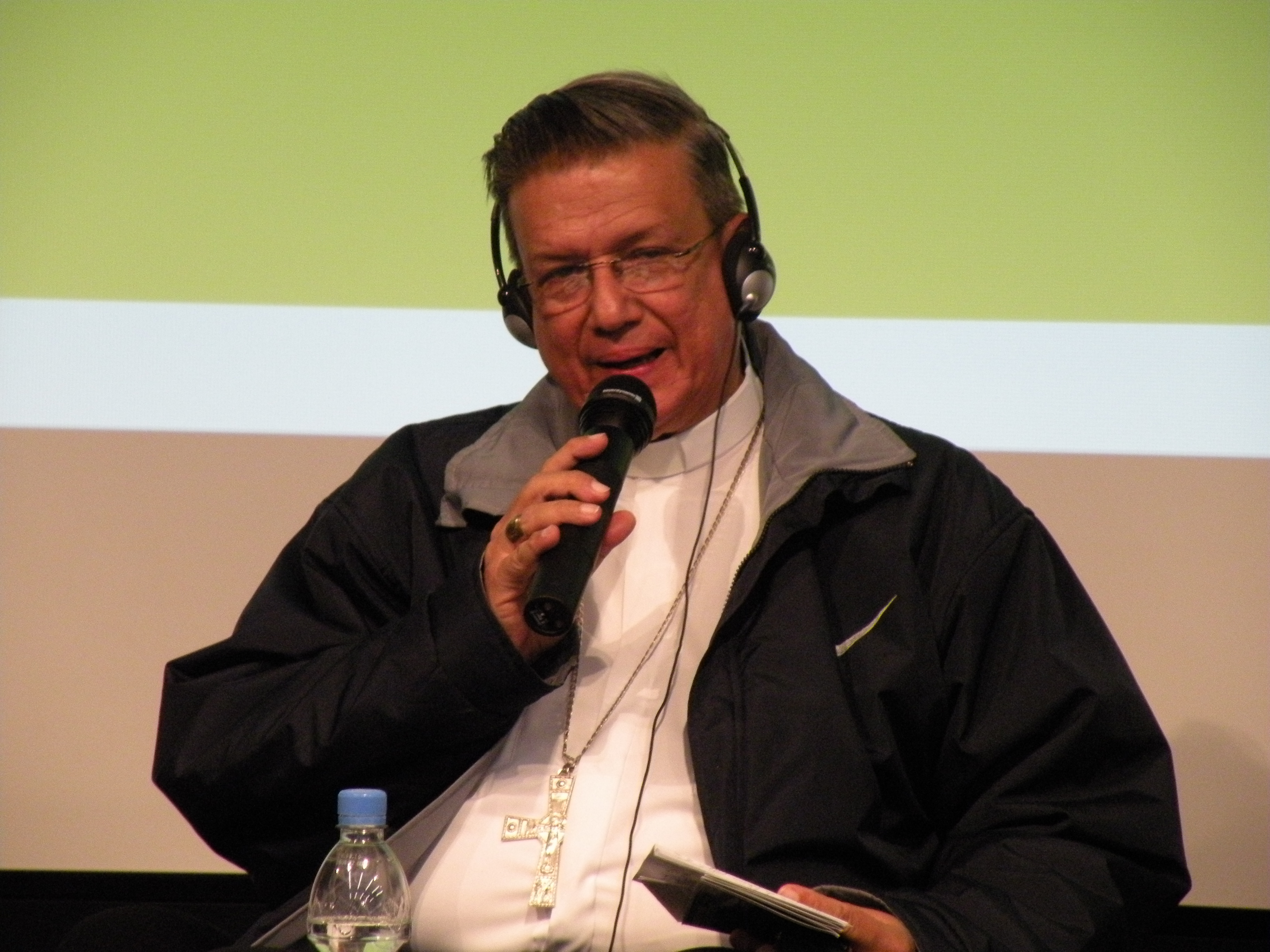
José Figueroa Gómez, 2010

José Figueroa Gómez (* 22. April 1946 in Bucaramanga) ist ein kolumbianischer römisch-katholischer Geistlicher und emeritierter Bischof von Granada en Colombia. 

## Leben
José Figueroa Gómez empfing am 9. September 1972 das Sakrament der Priesterweihe für das Bistum Barrancabermeja.
Papst Johannes Paul II. ernannte ihn am 8. August 2002 zum Bischof von Granada en Colombia. Die Bischofsweihe spendete ihm der Bischof von Barrancabermeja, Jaime Prieto Amaya, am 12. Oktober desselben Jahres im Stadion Luis F. Castellanos in Barrancabermeja; Mitkonsekratoren waren Erzbischof Beniamino Stella, Apostolischer Nuntius in Kolumbien, und Juan Francisco Sarasti Jaramillo CIM, Erzbischof von Cali.
Papst Leo XIV. nahm am 31. Mai 2025 seinen altersbedingten Rücktritt an.